# 方伯
方伯，指實力強大的諸侯，或諸侯的領袖，明清時成為對布政使的雅稱。

## 古代中国
商周时期，交通很不方便，天子对远方的诸侯难以控制，就会让个别诸侯作为一片区域内所有诸侯的领袖，称为方伯。相传夏朝的昆吾国就是方伯，商朝时，大彭国、豕韦国曾担任方伯的职位。当方伯想与天子分庭抗礼时，商王武丁便消灭了他们。由于周文王在西部很得民心，商纣王就封周文王为“西伯”。春秋时代，周王朝衰落后，齐、晋、楚、秦、宋、吴、越等国担任诸侯的盟主，它们也是方伯，春秋五霸可以称为“五伯”。

## 德国
领地伯爵，伯爵领主（德語：Landgraf）是神圣罗马帝国及后续领土上的一个贵族等级，领地伯爵与藩侯、行宫伯爵和公爵平级，高于伯爵。比较知名的人物有黑森伯国的腓力一世。